# Luis Encina
Luis Encina war ein chilenischer Fußballspieler. Der Stürmer absolvierte fünf Länderspiele für Chile. 

## Karriere

### Verein
Auf Vereinsebene spielte Luis Encina von 1917 bis 1923 für den Verein Norteamérica aus Iquique im Norden Chiles.

### Nationalmannschaft
Luis Encina debütierte beim Campeonato Sudamericano 1917 in Uruguay bei der 0:4-Niederlage gegen den Gastgeber. Chile wurde ohne Punkt und ohne Torerfolg Vierter. Beim Campeonato Sudamericano 1922 absolvierte Encina als Stürmer alle drei Turnierspiele. Chile holte ein Unentschieden gegen Brasilien, wurde aber dennoch erneut Vierter. Kurz nach der Südamerikameisterschaft absolvierte Encina beim Freundschaftsspiel gegen Argentinien sein fünftes und letztes Länderspiel.